# Osmo Buller
Osmo Buller (Taivalkoski, Oulu, Finlàndia, 1950) és un economista, filòsof i esperantista finlandès. Ha estat director general de l'Associació Mundial d'Esperanto (UEA).
Va aprendre la llengua auxiliar internacional esperanto el 1966 i el 1978 va fundar el grup local d'esperanto d'Oulu, esdevenint el seu president els anys 1983–1985. Va ser membre de la junta de govern de l'Associació d'Esperanto de Finlàndia entre 1979–1981 i un dels redactors del seu òrgan Esperanta Finnlando entre 1979 i 1985. Des de llavors ha estat vinculat a UEA, essent el responsable de diverses iniciatives. Així, el 1994 va iniciar els Dies de Portes Obertes d'UEA (Malferma Tago de la Centra Oficejo) i el 1998 les Gazetaraj Komunikoj. El 2001 va dimitir del seu càrrec de director genereal d'UEA en protesta per l'Elecció de Renato Corsetti com a president de l'associació, però el 2004 va tornar al càrrec.
Pel que fa a la seva activitat a Finlàndia, va produir el documental Reveno al Finnlando (1989). També va ser el fundador de l'Institut Päätalo, en honor de l'escriptor finlandès Kalle Päätalo, i en va ser el director entre 2002 i 2004.
Osmo Buller ha rebut diversos premis al llarg de la seva carrera. Va ser escollit Esperantista de l'Any l'any 2001 per la revista La Ondo de Esperanto. Anteriorment havia rebut la insígnia d'honor del Mondpaca Esperantista Movado en 1988. El 2010 va rebre la medalla vietnamita «Per la Pau i l'Amistat entre els Pobles» i el 2014 el Premi de l'Amistat per l'Esperanto de la Lliga d'Esperantistes Xinesos.